# Włodzimierz Marszałek
Włodzimierz Marszałek (ur. 15 października 1895 w Zagrobeli, zm. ?) – kapitan żandarmerii Wojska Polskiego.

## Życiorys
Włodzimierz Marszałek w 1914 roku ukończył Seminarium Nauczycielskie w Tarnopolu. W grudniu 1912 roku wstąpił do Polskich Drużyn Strzeleckich. Po wybuchu I wojny światowej walczył w szeregach 1 pułku piechoty Legionów Polskich. Wtedy też rozpoczęła się jego służba w żandarmerii wojskowej. W 1917 roku pełnił służbę, w stopniu plutonowego na Posterunku Żandarmerii Polowej przy Komendzie III Brygady Legionów Polskich w Dęblinie (od 21 czerwca 1917 w Łomży). Po kryzysie przysięgowym 1 Pułk Piechoty został rozwiązany, zaś Marszałek przeszedł do służby w II Brygadzie. Po buncie w lutym 1918 dostał się do niewoli austriackiej, z której zbiegł do Warszawy, gdzie wstąpił do Oddziału Żandarmerii Polskiej Siły Zbrojnej.
Po zakończeniu wojny kontynuował służbę w żandarmerii, w stopniu chorążego. 27 lutego 1928 roku Prezydent RP mianował go podporucznikiem ze starszeństwem z 1 grudnia 1927 roku i 1. lokatą w korpusie oficerów żandarmerii, a Minister Spraw Wojskowych wcielił do 2 Dywizjonu Żandarmerii w Lublinie. 15 sierpnia 1929 roku został awansowany na porucznika ze starszeństwem z 15 sierpnia 1929 roku i 1. lokatą w korpusie oficerów żandarmerii. Latem 1930 roku został przeniesiony do 3 Dywizjonu Żandarmerii w Grodnie. W latach 1938–1939 był dowódcą Plutonu Żandarmerii Wilno II.

## Ordery i odznaczenia
- Krzyż Niepodległości (2 sierpnia 1931)[8]
- Srebrny Krzyż Zasługi (10 listopada 1928)[9][2]
- Medal 10 Rocznicy Wojny Niepodległościowej (Łotwa, 1929)[10]